# Geschäftsführende Reichsregierung
Als geschäftsführende Reichsregierung wurde in Deutschland sowohl in der Zeit der Weimarer Republik 1920 bis 1933 als auch nach dem Ende des Nationalsozialismus 1945 die nach Abtreten des Reichskanzlers vorläufig die Geschäfte weiterführende Regierung des Deutschen Reiches bezeichnet.

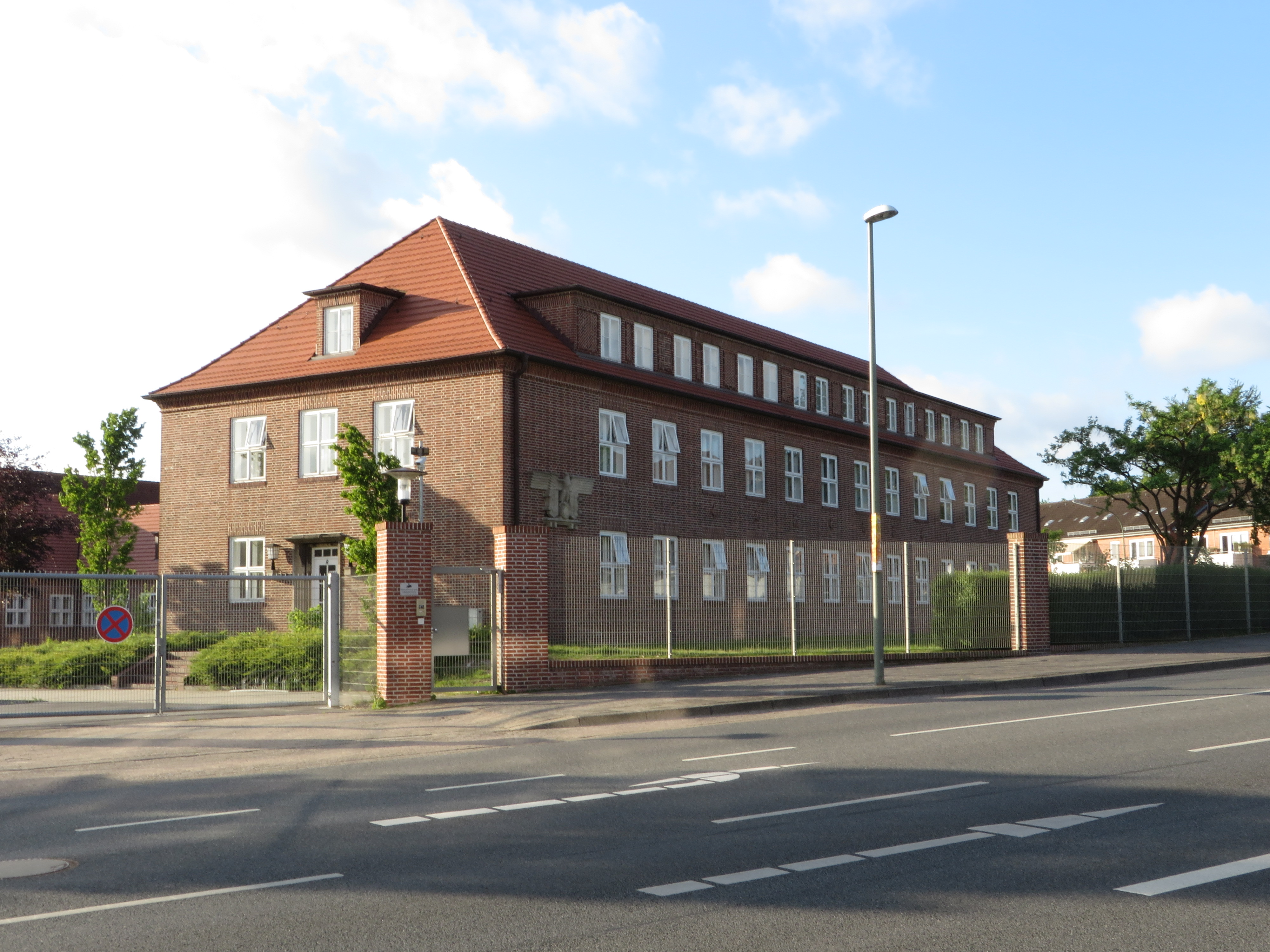
Die Sportschule am Rande der Marineschule in Flensburg-Mürwik, wo sich 1945 der Sitz der geschäftsführenden Reichsregierung befand. (Foto 2014)

Gab es für die Regierungen zwischen 1920 und 1933 eine gesetzliche Grundlage für deren Geschäftsordnung, so fehlt diese für die so genannte Regierung Dönitz vollständig. Das Amt des Reichspräsidenten wurde am 1. Mai 1945 ohne Rechtsgrundlage von Hitler testamentarisch an Karl Dönitz übertragen. Dieser beauftragte am 2. Mai 1945 Lutz Graf Schwerin von Krosigk als Leitenden Reichsminister mit der Regierungsbildung, der darauf ein Kabinett Schwerin von Krosigk zusammenrief. Staats- und völkerrechtlich war Dönitz’ Ernennung und damit auch die Ernennung der Geschäftsführenden Reichsregierung durch ihn irrelevant, da formal noch die Weimarer Reichsverfassung galt, die keine testamentarische Weitergabe eines Staatsamtes vorsah.
Kurz nach der bedingungslosen Kapitulation der Wehrmacht und aller Teilstreitkräfte traf in Flensburg die Alliierte Kontrollkommission beim Oberkommando der Wehrmacht ein. Ihre Aufgabe war es, die loyale Durchführung der Kapitulationsbedingungen der Alliierten zu überwachen. Zunächst bestand sie nur aus Engländern und Amerikanern unter der Leitung von Generalmajor Rooks (USA) und Brigadegeneral Foord (Großbritannien). Hauptquartier der Kommission wurde die dort ankernde Patria. Am Mittwoch, 23. Mai 1945, wurden Dönitz, Generaloberst Alfred Jodl und Generaladmiral Hans-Georg von Friedeburg für 9:45 Uhr auf die Patria beordert. US-General Rooks verlas ein Schreiben folgenden Wortlauts:

„Ich habe den Auftrag […] Ihnen mitzuteilen, dass der Oberbefehlshaber, General Eisenhower, in Übereinstimmung mit dem Sowjetischen Oberkommando entschieden hat, dass die amtierende Regierung und das deutsche Oberkommando mit dem heutigen Tag mit seinen Mitgliedern als Kriegsgefangene in Haft genommen werden. Damit ist die amtierende deutsche Regierung aufgelöst.“